# کنجی میدوری
کنجی میدوری (به ژاپنی: 緑 健児)، متولد ۱۸ آوریل ۱۹۶۲)، یک کیوکوشین کای ژاپنی است. وی که یکی از ریزنقش ترین و فنی ترین کیوکوشین‌کاران جهان به شمار می‌آید، کیوکوشین کاراته را نزد بنیان گذار این رشته سوسای اویاما آموخت. پس از سالها تلاش و موفقیت در دور چهارم مسابقات جهانی توکیو در وزن آزاد شرکت کرد و در مرحلهٔ ما قبل نیمه نهایی، به دلیل وزن کمش مغلوب حریف انگلیسی خود مایکل تامسون شد. این در صورتی بود که اگر از آن مسابقه پیروز خارج می‌گشت در نیمه نهایی با شوکی ماتسویی برخورد می‌نمود. چهار سال بعد با تلاشی بیشتر در سری پنجم مسابقات شرکت کرد و با وجود وزن کم و قد متوسطش قهرمان جهان گشت! او در مسیر قهرمانی خود حریفان قدری چون هیروکی کوراساوا و آکیرا ماسودا را پشت سر نهاد و با شایستگی قهرمان شد. این رتبهٔ شایسته در حالی به‌دست آمد که در این تورنمنت بزرگانی چون فرانچسکو فیلیو، اندی هوگ، مایکل تامسون و… نیز حاضر بودند!
ضربات «چودان و جودان مواشی گری» و «توبی اوشیرو مواشی گری» وی کم‌نظیر است.
پس از ریاست ماتسویی بر سازمان جهانی کیوکوشین، او نیز جداگانه سبکی را تأسیس و Shinkyokushinkai WKO نام نهاد.